# الزهرة (جنديرس)
الزهرة أو بافلور (بالكردية: Baflor‏) سابقًا هي قرية سوريّة تتبع إداريّاً لمحافظة حلب منطقة عفرين ناحية جنديرس. بلغ تعداد سكانها 1,554 نسمة حسب قيود السجل المدني لنهاية عام 2005.